# Epoxyeicosatriensäuren

Strukturformel der Epoxyeicosatriensäure 14,15-EET

Epoxyeicosatriensäuren (EET) stellen eine Klasse bioaktiver Lipidmediatoren dar, die durch enzymatische Epoxidierung der Arachidonsäure mittels spezifischer Cytochrom-P450-Epoxygenasen entstehen und als wichtige Signalmoleküle in verschiedenen physiologischen Prozessen fungieren. Diese Verbindungen weisen ein breites Spektrum biologischer Aktivitäten auf, darunter gefäßerweiternde, entzündungshemmende und kardioprotektive Eigenschaften, die sie zu bedeutsamen Regulatoren der Herz-Kreislauf-Funktion, der Nierenfunktion und der Neuroprotektion machen. Die therapeutische Bedeutung der EET wird durch ihre schnelle Metabolisierung durch die lösliche Epoxidhydrolase (sEH) reguliert, weshalb die Hemmung dieses Enzyms als vielversprechender Ansatz für die Behandlung verschiedener Erkrankungen erforscht wird.

## Biochemie und Synthese

### Grundlagen der EET-Biosynthese
Die Epoxyeicosatriensäuren (EET) sind biologisch aktive Signalmoleküle, die als nicht-klassische Eicosanoide durch den enzymatischen Metabolismus der Arachidonsäure entstehen. Die Biosynthese der EET erfolgt über den Cytochrom-P450-Stoffwechsel, bei dem spezifische Cytochrom-P450-Epoxygenasen die Arachidonsäure als Substrat verwenden. Arachidonsäure, eine mehrfach ungesättigte Omega-6-Fettsäure mit vier cis-Doppelbindungen zwischen den Kohlenstoffatomen 5 und 6, 8 und 9, 11 und 12 und 14 und 15, wird zunächst durch die Aktivität von Phospholipase-A2-Enzymen aus der sn-2-Position von Membranphospholipiden freigesetzt. Diese kann über drei Hauptmetabolisierungswege verstoffwechselt werden: über die Cyclooxygenase zu Prostaglandinen und Thromboxan, über die Lipoxygenase zu Leukotrienen und über Cytochrom-P450-Enzymen zu Epoxyeicosatriensäuren und Hydroxyeicosatetraensäuren.

### Epoxidierungsprozess
Die Cytochrom-P450-Epoxygenasen katalysieren die Insertion eines Sauerstoffatoms an die Kohlenstoff-Kohlenstoff-Doppelbindungen der Arachidonsäure, wobei die Doppelbindung während der Epoxidbildung reduziert wird. Dieser Epoxidierungsprozess führt zur Entstehung von vier strukturellen Regioisomeren: 5,6-EET (5,6-Epoxy-8Z,11Z,14Z-eicosatriensäure), 8,9-EET (8,9-Epoxy-5Z,11Z,14Z-eicosatriensäure), 11,12-EET (11,12-Epoxy-5Z,8Z,14Z-eicosatriensäure) und 14,15-EET (14,15-Epoxy-5Z,8Z,11Z-eicosatriensäure). Jedes Regioisomer existiert als Mischung zweier enantiomerer Formen in unterschiedlichen Proportionen, da die Epoxygenasen sowohl R- als auch S-Enantiomere an jeder ehemaligen Doppelbindungsposition bilden. Beispielsweise metabolisieren Cytochrom-P450-Epoxidasen die Arachidonsäure zu einer Mischung aus 14R,15S-EET und 14S,15R-EET.

### Cytochrom-P450-Enzyme
Die hauptsächlich an der EET-Biosynthese beteiligten Cytochrom-P450-Enzyme gehören zu verschiedenen Unterfamilien, einschließlich CYP1A, CYP2B, CYP2C, CYP2E, CYP2J und innerhalb der CYP3A-Unterfamilie CYP3A4. Beim Menschen sind CYP2C8, CYP2C9, CYP2C19, CYP2J2 und möglicherweise CYP2S1 die Hauptproduzenten von EET, obwohl auch CYP2C18, CYP3A4, CYP4A11, CYP4F8 und CYP4F12 zur EET-Produktion fähig sind und dies in bestimmten Geweben tun können. Die CYP-Epoxygenasen können jede der Doppelbindungen in der Arachidonsäure epoxidieren, sind jedoch relativ selektiv, da sie nennenswerte Mengen von nur einem oder zwei EET produzieren, wobei 11,12-EET und 14,15-EET 67 bis 80 % des Produkts der genannten CYP-Epoxidasen ausmachen. CYP2C9 fungiert als Hauptproduzent von EET in vaskulären Endothelzellen, während CYP2J2 in hohem Maße in Herzmuskel, Nieren, Bauchspeicheldrüse, Lunge und Gehirn exprimiert wird, jedoch weniger katalytisch aktiv ist als CYP2C.

### Regulation und Metabolismus
Die Synthese von EET wird typischerweise durch die Stimulation spezifischer Zelltypen ausgelöst, wobei die Stimulation die Freisetzung von Arachidonsäure aus der sn-2-Position zellulärer Phospholipide durch die Wirkung von Phospholipase-A2-Enzymen und den nachfolgenden Angriff der freigesetzten Arachidonsäure durch eine CYP-Epoxygenase verursacht. Die Cytochrom-P450-Epoxygenasen sind, ähnlich wie praktisch alle CYP450-Enzyme, am Metabolismus verschiedener Xenobiotika und natürlicher Verbindungen beteiligt, und da viele dieser Verbindungen auch Erhöhungen der Epoxygenase-Spiegel induzieren, variieren die CYP-Oxygenase-Spiegel und folglich die EET-Spiegel beim Menschen stark und sind stark abhängig vom jüngsten Konsum. Die gebildeten EET werden durch eine cytoplasmatische lösliche Epoxidhydrolase (sEH) schnell metabolisiert, die Wasser über das Epoxid addiert, um die entsprechenden vicinalen Diol-Dihydroxyeicosatriensäuren zu bilden.

### Übersicht über die EET-Regioisomere
| EET-Regioisomer | Hauptproduzierende Enzyme | Hauptmetabolit | Besondere Eigenschaften                                    |
| --------------- | ------------------------- | -------------- | ---------------------------------------------------------- |
| 5,6-EET         | CYP2C8, CYP2C9            | 5,6-DHET       | Nicht von sEH metabolisiert, hauptsächlich via COX-2       |
| 8,9-EET         | CYP2C8, CYP2C9, CYP2J2    | 8,9-DHET       | Starke angiogene Wirkung, TRPA1-Aktivierung                |
| 11,12-EET       | CYP2C8, CYP2C9, CYP2J2    | 11,12-DHET     | Starke Vasodilatation, β-Oxidation zu kürzeren Metaboliten |
| 14,15-EET       | CYP2C8, CYP2C9, CYP2J2    | 14,15-DHET     | Am besten untersuchte EET, starke kardioprotektive Wirkung |

## Physiologische Funktionen und klinische Bedeutung

### Kardiovaskuläre Wirkungen
Im kardiovaskulären System fungieren EET als endothelabhängige hyperpolarisierende Faktoren (EDHF) und vermitteln gefäßerweiternde Wirkungen durch Aktivierung calciumabhängiger Kaliumkanäle in glatten Gefäßmuskelzellen. Diese Hyperpolarisation führt zu einer Reduktion der intrazellulären Calciumkonzentration und konsekutiver Vasodilatation. Die vasodilatatorische Potenz der EET zeigt eine gefäßgrößenabhängige Verteilung, wobei kleine Widerstandsgefäße eine höhere Sensitivität aufweisen als große Leitungsarterien. Experimentelle Studien an isolierten Koronararterien verschiedener Spezies dokumentieren, dass EET endothelunabhängige relaxierende Effekte auf die glatte Gefäßmuskulatur ausüben. Die vaskulären Wirkungen werden sowohl durch direkte Aktivierung von ATP-sensitiven Kaliumkanälen als auch über G-Protein-gekoppelte Rezeptormechanismen vermittelt.

### Antihypertensive Eigenschaften
EET demonstrieren ausgeprägte antihypertensive Eigenschaften in verschiedenen experimentellen Hypertonie-Modellen. Die pharmakologische Inhibition der löslichen Epoxidhydrolase (sEH) führt zu einer signifikanten Blutdrucksenkung bei Angiotensin-II-induzierter Hypertonie durch verstärkte renale Natrium- und Wasserausscheidung sowie negative chronotrope Herzeffekte. Genetisch veränderte sEH-Knockout-Mäuse weisen basal niedrigere Blutdruckwerte und erhöhte EET-Spiegel auf. In spontan hypertensiven Ratten ist die sEH-Expression signifikant gesteigert, während die Inhibition der sEH-Aktivität die Entwicklung der Hypertonie unterdrückt.

### Angiogenetische Aktivität
Die angiogenetischen Eigenschaften der EET manifestieren sich durch Förderung der Endothelzellproliferation und Gefäßneubildung über Aktivierung der PI3K/AKT- und MAPK-Signaltransduktionskaskaden. EET stimulieren die Expression angiogenetischer Wachstumsfaktoren einschließlich des vaskulären endothelialen Wachstumsfaktors (VEGF), des Fibroblasten-Wachstumsfaktors 2 und des epidermalen Wachstumsfaktors. Der COX-2-Metabolit 8,9,11-EHET zeigt besonders potente angiogenetische Aktivität und fördert die Expression von VEGF-Rezeptoren.

### Neuroprotektive Wirkungen
Im zentralen Nervensystem üben EET neuroprotektive Wirkungen aus, die sich in der Regulation neuronaler Erregbarkeit, Steigerung der zerebralen Durchblutung und Hemmung neuronaler Apoptose manifestieren. Spezifisch 11,12-EET induziert eine hyperpolarisierende Kaliumleitfähigkeit in CA1-Pyramidenzellen des Hippocampus durch Aktivierung von G-Protein-gekoppelten einwärtsgleichrichtenden Kaliumkanälen (GIRK), was zu einer reduzierten neuronalen Erregbarkeit führt. Diese Mechanismen tragen zur antikonvulsiven Wirkung der EET bei epileptischen Anfällen bei.

### Antiinflammatorische Eigenschaften
Die antiinflammatorischen Eigenschaften der EET zeigen sich in verschiedenen Krankheitsmodellen durch Reduktion proinflammatorischer Zytokine und Chemokine. In experimentellen Modellen systemischen Lupus erythematodes reduziert die Behandlung mit EET-Analoga die renale Expression von CXC-Chemokinrezeptoren und -chemokinen sowie die mRNA-Expression von TNF-α-, IL-6-, IL-1β- und IFN-γ um 70 bis 80 %. EET attenuieren die Neointima-Bildung in Gefäßverletzungsmodellen und reduzieren die Expression inflammatorischer Marker wie Gro-β und COX-2.

### Kardiale Pathophysiologie
In der kardialen Pathophysiologie demonstrieren EET protektive Effekte bei Herzinsuffizienz und Myokardinfarkt. Die Behandlung mit EET-Analoga verbessert die Fraktionsverkürzung nach Myokardinfarkt, erhöht die Hämoxygenase-1-Immunreaktivität in Kardiomyozyten und reduziert kardiale Inflammation und Fibrose. Bei adipositas-induzierter Kardiomyopathie modulieren EET die Wnt1-, NOV- und HO-1-Signalwege und verbessern die mitochondriale Integrität sowie thermogene Genexpression.

### Therapeutische Bedeutung
Die therapeutische Bedeutung der EET wird durch die Entwicklung von sEH-Inhibitoren und synthetischen EET-Analoga unterstrichen, die als pharmakologische Zielstrukturen für die Behandlung von Hypertonie, Atherosklerose und inflammatorischen Erkrankungen erforscht werden. Die Identifizierung spezifischer EET-Rezeptoren als G-Protein-gekoppelte Rezeptoren eröffnet weitere therapeutische Ansätze für die gezielte Modulation EET-vermittelter Signalwege.

### Funktionsübersicht von Epoxyeicosatriensäuren
| Organsystem             | Funktion/Wirkung                      | Wirkmechanismus                                      | Klinische Relevanz                            |
| ----------------------- | ------------------------------------- | ---------------------------------------------------- | --------------------------------------------- |
| Kardiovaskuläres System | Vasodilatation und Blutdrucksenkung   | Aktivierung von BKCa-Kanälen, EDHF-Wirkung           | Zielstruktur für Antihypertensiva             |
| Kardiovaskuläres System | Kardioprotektive Wirkung bei Ischämie | Reduktion oxidativen Stresses, Apoptosehemmung       | Therapieansatz bei Herzinfarkt                |
| Niere                   | Natriurese und Diurese                | Hemmung der Na-K-ATPase, Kaliumkanalaktivierung      | Behandlung von Hypertonie                     |
| Niere                   | Schutz vor Nephrotoxizität            | Antioxidative und antiinflammatorische Effekte       | Schutz vor Arzneimittelnephrotoxizität        |
| Nervensystem            | Neuroprotektive Wirkung               | Mikrogliamodulation, Reduktion von Neuroinflammation | Potential bei neurodegenerativen Erkrankungen |
| Nervensystem            | Modulation der Schmerzwahrnehmung     | TRPA1-Kanalaktivierung, CGRP-Freisetzung             | Schmerztherapie, Analgetika-Entwicklung       |
| Immunsystem             | Antiinflammatorische Wirkung          | NF-κB-Hemmung, Reduktion von Zytokinen               | Entzündungshemmende Therapien                 |
| Angiogenese             | Förderung der Blutgefäßneubildung     | VEGF-Induktion, Endothelzellproliferation            | Wundheilung, aber auch Tumorförderung         |
| Krebs/Tumoren           | Tumorwachstum und Metastasierung      | MMP-Aktivierung, EGFR-Transaktivierung               | Potentielles Ziel der Krebstherapie           |

## Externe Links zu erwähnten Verbindungen
1. ↑  Externe Identifikatoren von bzw. Datenbank-Links zu 5,6-Epoxy-8Z,11Z,14Z-eicosatriensäure:  CAS-Nr.: 184488-43-5, PubChem: 5283202, ChemSpider: 4446323, Wikidata: Q27073967.
2. ↑  Externe Identifikatoren von bzw. Datenbank-Links zu 8,9-Epoxy-5Z,11Z,14Z-eicosatriensäure:  CAS-Nr.: 184488-44-6, PubChem: 5283203, ChemSpider: 4446324, Wikidata: Q27104286.
3. ↑  Externe Identifikatoren von bzw. Datenbank-Links zu 11,12-Epoxy-5Z,8Z,14Z-eicosatriensäure:  CAS-Nr.: 200960-01-6, PubChem: 5283204, ChemSpider: 4446325, Wikidata: Q27104280.
4. ↑  Externe Identifikatoren von bzw. Datenbank-Links zu 14,15-Epoxy-5Z,8Z,11Z-eicosatriensäure:  CAS-Nr.: 197508-62-6, PubChem: 5283205, ChemSpider: 4446326, Wikidata: Q27115853.
5. ↑  Externe Identifikatoren von bzw. Datenbank-Links zu 14R,15S-EET:  CAS-Nr.: 74868-37-4, PubChem: 6440524, ChemSpider: 4944782, Wikidata: Q134691066.
6. ↑  Externe Identifikatoren von bzw. Datenbank-Links zu 14S,15R-EET:  CAS-Nr.: 98103-48-1, PubChem: 5283201, ChemSpider: 4446322, Wikidata: Q106038755.